# Marsonija
Marsonija (lat. Marsonia) je antičko naselje na području današnjega Slavonskoga Broda.
Marsonija je dobila ime po rimskom bogu rata Marsu.
Područje grada Slavonskoga Broda i šire okolice bilo je naseljeno već od neolitika. U 4. st. pr. Kr. to su područje naseljavali Kelti, a zatim ilirsko pleme Breuci. Kada je bila ugušena ilirska buna (9. god.) pod vodstvom breučkog i desidijatskoga vladara Batona, Rimljani su zavladali Panonijom pa i područjem Slavonskoga Broda. U rimsko doba na području grada postojalo je naselje Marsonia, smješteno na cesti Siscia–Sirmium, što potvrđuju mnogi arheološki nalazi. Na području grada naselili su se u VI. st. Slaveni.
Prvi spomen imena Marsonije se nalazi na rimskoj vojničkoj diplomi centuriona Likaja pronađenoj u Slavonskom Šamcu, datiranu u 71. godinu u doba vladavine cara Vespazijana, centurion kojem je dodijeljena diploma bio je časnik u carskoj rimskoj vojsci. Zvao se Likaj, sin Birsa iz Marsonie i bio je Breuk. To govori o brzoj asimilaciji domaćeg stanovništva u Rimsko Carstvo.[nedostaje izvor]